# Xinzhou
Xinzhou (chinesisch 忻州市, Pinyin Xīnzhōu Shì) ist eine Stadt im Norden der chinesischen Provinz Shanxi mit 2.689.668 Einwohnern (Stand: Zensus 2020) auf einer Fläche von 25.186 km². In dem eigentlichen städtischen Siedlungsgebiet von Xinzhou leben 384.424 Menschen (Stand: Zensus 2020). Der Flughafen Xinzhou wird von mehreren Linienfluggesellschaften bedient.

## Administrative Gliederung
Die bezirksfreie Stadt Xinzhou setzt sich auf Kreisebene aus einem Stadtbezirk, einer kreisfreien Stadt und elf Kreisen zusammen. Diese sind (Stand: Zensus 2020):
- Stadtbezirk Xinfu – 忻府区 Xīnfǔ Qū, 1.984 km², 577.089 Einwohner;
- Stadt Yuanping – 原平市 Yuánpíng Shì, 2.528 km², 413.922 Einwohner;
- Kreis Dingxiang – 定襄县 Dìngxiāng Xiàn, 846 km², 193.997 Einwohner;
- Kreis Wutai – 五台县 Wǔtái Xiàn, 2.871 km², 233.228 Einwohner;
- Kreis Dai – 代县 Dài Xiàn, 1.747 km², 178.870 Einwohner;
- Kreis Fanshi – 繁峙县 Fánshì Xiàn, 2.389 km², 250.409 Einwohner;
- Kreis Ningwu – 宁武县 Níngwǔ Xiàn, 1.948 km², 136.470 Einwohner;
- Kreis Jingle – 静乐县 Jìnglè Xiàn, 2.044 km², 119.277 Einwohner;
- Kreis Shenchi – 神池县 Shénchí Xiàn, 1.478 km², 75.757 Einwohner;
- Kreis Wuzhai – 五寨县 Wǔzhài Xiàn, 1.387 km², 100.220 Einwohner;
- Kreis Kelan – 岢岚县 Kělán Xiàn, 1.989 km², 69.324 Einwohner;
- Kreis Hequ – 河曲县 Héqǔ Xiàn, 1.315 km², 123.505 Einwohner;
- Kreis Baode – 保德县 Bǎodé Xiàn, 993 km², 144.218 Einwohner;
- Kreis Pianguan – 偏关县 Piānguān Xiàn, 1.668 km², 73.382 Einwohner.